# Caucasonethes vandeli
Caucasonethes vandeli là một loài chân đều trong họ Trichoniscidae. Loài này được Tabacaru miêu tả khoa học năm 1993.